# Híres párharcok
A Híres párharcok (Duels) a Francia Televízió 2014. és 2016. között bemutatott 51 részes ismeretterjesztő filmsorozata.
Az epizódok többsége kifejezetten francia vonatkozású.

## Epizódok
1. évad (2014)
- 1. Karpov és Kaszparov – két király egy koronáért (Karpov – Kasparov, deux rois pour une couronne, 2014. január 23.) Rendezteː Jean-Charles Deniau és Serguei Kostine

Anatolij Karpov és Garri Kaszparov szovjet sakkozók, nemzetközi nagymesterek és világbajnokok legendás küzdelme az elsőségért.
- 2. Blum és Petain – küzdelem a megszállás alatt (Blum – Pétain, duel sous l'Occupation, 2014. január 30.) Rendezteː Julia Bracher és Hugo Hayat

Léon Blum francia szocialista politikus és Henri Petain marsall egyenlőtlennek tűnő küzdelme a náci megszállás és a Vichy-kormány idején amely előbb Blum koncentrációs táborba hurcolásához, a világháború után a marsall halálos ítéletéhez vezetett.
- 3. Chanel és Schiaparelli – a Fekete és Rózsaszín (Chanel – Schiaparelli, Le Noir et le Rose, 2014. február 6.) Rendezteː Katia Chapoutier

Coco Chanel a francia divat vitathatatlan nagyasszonya és Elsa Schiaparelli olasz szürrealista divattervező, a francia és az olasz divat vetélkedésének története a 20. század első felében.
- 4. Szergej Koroljov és Wernher von Braun – verseny a Hold meghódításáért[2] (Sergueï Korolev – Wernher von Braun, duel sous la Lune, 2014. február 13.) Rendezteː Laurent Portes

Szergej Koroljov és Wernher von Braun volt a vezetője a szovjet illetve az amerikai űrprogramnak. Kiélezett versengésüknek újabb lendületet adott Kennedy elnök emlékezetes beszéde amelyben ígéretet tett arra, hogy az Egyesült Államok még az évtized vége előtt embert küld a Holdra.
- 5. Anquetil, a győztes és Poulidor, a hős (Anquetil le vainqueur – Poulidor le héros, 2014. február 20.) Írta és rendezteː Jean-Louis Saporito

Jacques Anquetil és Raymond Poulidor világklasszis francia kerékpárversenyzők voltak. A hatvanas évek elején Poulidor közel kerül ahhoz, hogy legyőzze riválisát. De nem járt sikerrel. A Tour de France történetében közöttük döntött a legkisebb időkülönbség 1964-ben.
- 6. Pinault és Arnault – a luxusipar szívélyes ellenfelei[3] (Pinault – Arnault, les frères ennemis du luxe, 2014. február 27.) Rendezteː Antoine Coursat és Claire Fournier

Bernard Arnault az LVMH és Francois Pinault a Kering tulajdonosa nagyon is eltérő származásuk ellenére hasonló pozícióba kerültek az üzleti életben pályafutásuk elején. Eleinte korrekt sőt majdnem baráti viszonyban voltak. Azonban éppen a különféle divatcégek felvásárlása során tört ki közöttük a háború.
- 7. Mandela és De Klerk – ellenfelek együtt a békéért[4] (Mandela – De Klerk, ennemis pour la paix, 2014. március 6.) Írta és rendezteː Julien Hamelin

Nelson Mandela évtizedek óta küzdött a De Klerk elnök által is képviselt apartheid rendszer ellen, és 1990-ben már évtized óta volt börtönben mikor De Klerk felkérte, nyújtson segítséget a rendszer békés átalakítására. Ettől kezdve ellentéteiken felülkerekedve együtt bonyolították le a békés átmenetet, amiért megosztva Nobel-békedíjjal tüntették ki őket.
- 8. Kouchner és Brauman – párharc határok nélkül (Kouchner – Brauman, duel sans frontières, 2014. március 13.)

Bernard Kouchner, az Orvosok Határok Nélkül (és más hasonló humanitárius és segélyszervezet) egyik alapítója, és Rony Brauman a későbbi elnöke közötti konfliktusok története, amely végül 1980-ra Kouchner kilépéséhez és új szervezet, a Világ Orvosai megalapításához vezettek.
- 9. Alain Delon és Jean-Paul Belmondo – a macska és a csodálatos (Alain Delon – Jean-Paul Belmondo, le félin et le magnifique, 2014. március 20.) Rendezteː Véronique Jacquinet

Alain Delon és Jean-Paul Belmondo a francia új hullám fiatal férfi sztárjaiként indultak. De igazi riválisokká az akciófilmek sztárjaiként váltak.
- 10. Proglio és Mestrallet – párharc a kapitalizmus csúcsán (Proglio – Mestrallet, duel au sommet du capitalisme, 2014. március 27.) Rendezteː Jean-Christophe Portes

Henri Proglio a francia állami EDF, Gérard Mestrallet a multinacionális GDF Suez energiaszolgáltató vállalat vezetője volt.
- 11. Mitterrand és Rocard – gyűlölet és megvetés (Mitterrand – Rocard, la haine et le mépris, 2014. április 3.) Rendezteː Lucie Cariès

François Mitterrand és Michel Rocard francia szocialista politikusok között régi, politikai különbségekből fakadó ellentétek, ellenszenvek dúltak. Ez Rocard színrelépésétől folyamatos vetélkedéshez vezetett a párton belüli és a különféle állami posztokért egyaránt. Mindez néha keresetlen szavak kimondásában is megnyilvánult.
12. Dassler kontra Dassler – Adidas kontra Puma (Dassler contre Dassler, Adidas contre Puma, 2014. április 10.)
A Dassler fivérek, Adi és Rudi örökölték családjuk cipőgyárát. Ám versengésük előbb személyes viszonyuk megromlásához majd nyílt és egész családjuk, majd városukra is kiterjedt ellenségeskedéshez és két önálló sportruházati óriásvállalat, az Adidas és a Puma megalapításához vezetett.
- 13. Tabarly és Colas – szembeszállók (Tabarly – Colas, vents contraires, 2014. április 17.) Rendezteː Grégory Magne

Éric Tabarly és Alain Colas francia vitorlás versenyzők vetélkedésének története.
- 14. Beuve-Méry és de Gaulle – a Le Monde és az elnök egymás ellen (Beuve-Méry – de Gaulle, Le Monde contre le président, 2014. április 24.) Írta és rendezteː Joseph Beauregard

Az epizód Charles de Gaulle francia elnök és Hubert Beuve-Méry a Le Monde újságírójának több évtizedes furcsa küzdelmét dolgozta fel.
- 15. Matisse és Picasso – a szín és a forma (Matisse – Picasso, la couleur et le dessin,, 2014. május 1.) Írta és rendezte: Jarmila Buzkova

A XX. századi modern festészet két óriása, Henri Matisse és Pablo Picasso teljesen eltérő ám bizonyos pontokon mégis egymást keresztező életutakkal értek el egyedülálló stílusuk kialakulásához.
- 16. Steve Jobs és Bill Gates – a hippi és a kocka[6] (Steve Jobs – Bill Gates, Le hippie et le geek, 2014. május 8.) Rendezte: Nicolas Glimois és Karim Kamrani

Bill Gates és Steve Jobs, a Microsoft és az Apple alapítójának életútja számos érdekes párhuzamosságot mutat. Mindketten középosztálybeli családból származtak, és egészen fiatalon kezdtek lelkesedni a számítógépek iránt. Garázsvállalkozással indították el világhírnévre szert tett, később hatalmassá növekedett cégeiket, és mindketten emiatt hagyták ott idő előtt az egyetemet. Tehát akár még jóbarátok is lehettek volna ha cégeik nem éppen egymás legnagyobb piaci versenytársává válnak, holott a kezdet kezdetén ez még egyáltalán nem volt magától értetődő. Sőt úgy tűnt, jó kiegészíti egymást a szoftver és operációs rendszer fejlesztő Microsoft és az otthoni számítógépeket gyártására szakosodott Apple.
- 17. Fellini és Visconti – párbaj olasz módra (Fellini – Visconti, duel à l’italienne, 2014. május 15.) Írta és rendezteː Christopher Jones és Marie-Dominique Montel

Federico Fellini és Luchino Visconti a negyvenes évek elejétől ismerték egymást, és a háború után az olasz neorealizmus kiemelkedő képviselőivé váltak. Azonban még az irányzat kifulladása előtt mindketten eltávolodtak tőle és sajátos egyéni stílust alakítottak ki maguknak végig vetélkedve egymással a nézők elismeréséért. Alkotásaikkal pedig néha egymásnak is felelgetve.
- 18. Camus és Sartre – egy megszakadt barátság (Camus – Sartre, une amitié déchirée, 2014. május 22.) Rendezteː Joël Calmettes

Az egzisztencializmus két meghatározó képviselője, Albert Camus és Jean-Paul Sartre fiatal korukban barátkoztak össze. 1951-ben a Szovjetunió külpolitikájával kapcsolatosan felújult és elmérgesedett vitájuk vezetett kapcsolatuk megromlásához. Majd Camus Sziszüphosz mítosza című kötete kapcsán Sartre lapjában kemény hangú kritika jelent meg, amire Camus sértett nyílt levélben reagált. Ezzel legendás barátságuk végérvényesen megszakadt.
2. Évad (2015)
- 1. Maria Callas és Renata Tebaldi – a macska és a galamb (Maria Callas – Renata Tebaldi, La féline et la colombe, 2015. január 22.) Rendezteː René-Jean Bouyer

Maria Callas és Renata Tebaldi a XX. század két csodálatos szoprán operaénekesnője volt. Bár a két művész adottságai, repertoárja és temperamentuma alapvetően különbözött egymástól, mégis híres és néha csúnyán odamondogató riválisokká váltak. Sokak szerint azonban a két díva vetélkedését csupán rajongótáboruk és a sajtó túlozták el.
- 2. Giscard és Chirac – az összeférhetetlenek (Giscard – Chirac, incompatibles, 2015. január 29.) Rendezteː Pierre Hurel

Valéry Giscard d’Estaing francia elnök és a gaullista Jacques Chirac (egy időben miniszterelnöke) közötti konfliktusok fordulatainak története.
- 3. Scott és Amundsen – küzdelem a Déli Sark meghódításáért (Scott – Amundsen, duel au pôle sud, 2015. február 5.) Rendezteː Anne Richard

Robert Falcon Scott és Roald Amundsen versenyfutása a Déli-sark eléréséért.
- 4. Canetti és Barclay – sanzon-párbaj (Canetti – Barclay, un duel en chansons, 2015. február 12.) Rendezteː Joëlle Miau

Jacques Canetti és Eddie Barclay előadóművészként kezdte pályafutását, majd lettek nagy francia zenei kiadók művészeti vezetői. Számos világhírű francia művész pályáját indították el illetve egyengették egészen a világhírnév eléréséig.
- 5. Dietrich és Garbo – az angyali és az isteni[7] (Dietrich – Garbo, l'ange et la divine, 2015. február 19.) Írta és rendezteː Marie-Christine Gambart

Marlene Dietrich A kék angyallal tett szert világhírnévre. Miután a 30-as évek elején az Egyesült Államokban telepedett le, Hollywoodba érkezése után az Isteni Garbóval igazi hollywoodi riválisokká váltak.
- 6. Frydman és Testart – a szülők válása (Frydman – Testart, le divorce des pères, 2015. február 26.) Írta és rendezteː Olivier Lamour

Jacques Testart biológus és René Frydman szülész, nőgyógyász tevékenysége tette lehetővé az első in vitro megtermékenyített petesejtből született gyermek világra jöttét.
- 7. Leclerc és Fournier – a hiper párviadal (Leclerc – Fournier, l'hyper duel, 2015. március 5.) Rendezteː Philippe Allante

Edouard Leclerc és Marcel Fournier két nagy francia üzletlánc kiépítése közben vetélkedtek az elsőségért és természetesen a lehető legnagyobb profitért.
- 8. Martin Luther King és Malcolm X – két fekete álom[8] (Martin Luther King – Malcolm X, deux rêves noirs, 2015. március 12.) Rendezteː Frédéric Bas és Julien Gaurichon

Martin Luther King lelkész és Malcolm X az afroamerikaik felemelkedésének teljesen ellentétes útját hírdették híveik tömegeinek. Előbbi a békés, erőszakmentes ellenállást szorgalmazta a teljes egyenlőség eléréséig, utóbbi erőszakos megoldásokat, elkülönülést, a kereszténységgel való szakítást, mohamedán hitre való áttérést hírdette. Személyes tragédiájuk, hogy ennek ellenére mindketten merénylő áldozatául estek.
- 9. Bernard Grasset és Gaston Gallimard – kiadók háborúja (Bernard Grasset – Gaston Gallimard, guerre dans l'édition, 2015. március 19.) Rendezteː Marthe Le More

Bernard Grasset és Gaston Gallimard, a két nagy francia könyvkiadó tulajdonosának versengése a XX. század első felében.
- 10. Sztálin és Trockij – a cár és a próféta (Staline – Trotski, le tsar et le prophète, 2015. március 26.) Rendezteː Marie-Laurence Rincé

Az októberi forradalom győzelme után Trockij, de Sztálin is Lenin legbelső köréhez tartozott. Kezdetben Trockij töltött be fontosabb posztokat, és a folyamatosan változó összetételű csoportosulások és küzdelmek ellenére ők állandóan szembenálltak egymással. Ez Lenin halála után végül Trockij száműzéséhez majd meggyilkolásához vezetett.
- 11. Cochran és Auriol – szárny, szárny ellen (Cochran – Auriol, aile contre aile, 2015. április 2.) Rendezteː Fabrice Hourlier

Jacqueline Cochran amerikai és Jacqueline Auriol francia sportrepülőnő számos repüléssel kapcsolatos elsőséget és rekordot értek el.
- 12. Yves Saint-Laurent és Karl Lagerfeld – csipke háború (Yves Saint Laurent – Karl Lagerfeld, une guerre en dentelles, 2015. április 9.) Rendezteː Rachel Kahn és Stéphane Kopecky

Yves Saint-Laurent és Karl Lagerfeld divattervezők közötti harc története.
- 13. Pierre Péan és Edwy Plenel – a francia újságírás lovagjai (Pierre Péan – Edwy Plenel, les chevaliers du journalisme français, 2015. április 16.) Rendezteː Jarmila Buzkova

Pierre Péan és Edwy Plenel nagyon eltérő életpályát befutva lettek a Le Monde vezető beosztású újságírói, így nem meglepő, hogy a lap jövőjével kapcsolatosan tört ki közöttük a harc.
- 14. Tazieff és Allègre – a vulkánok harca (Tazieff – Allègre, la guerre des volcans, 2015. április 23.) Rendezteː Eric Beauducel

1976-ban élesedett ki a vita a médiában Haroun Tazieff vulkanológus és Claude Allègre, a párizsi Geofizikai Intézet kutatója és új igazgatója között. A konfliktus a guadeloupei Soufriere vulkán aktivizálódásával illetve az érintett 70.000 ember evakuálásának elrendelése körül éleződött ki.
- 15. Brunet és Coppens – párharc az emberiség eredete körül (Brunet – Coppens, duel aux origines de l'homme, 2015. április 30.) Írta és rendezteː Jean-Yves Collet

Yves Coppens 1974-ben Etiópiában fedezte fel az előember addig ismert legrégebbi, több mint 3 millió éves maradványait. Michel Brunet 1995-ben csapatával 3,6 millió éves, majd 2001-ben 7 millió éves maradványokat talált Csádban.
- 16. Coluche és Le Luron – a nevetés halála (Coluche – Le Luron, morts de rire, 2015. május 7.) Rendezteː Jérôme Lambert és Philippe Picard

Coluche és Thierry Le Luron az 1970-es évektől Franciaország két népszerű humoristája volt. Mindketten tragikus körülmények között 1986-ban, fiatalon hunytak el. Coluche motorbaleset, Thierry Le Luron nem sokkal később rák következtében.
- 17. Rubinstein és Arden – két puskaporos hordó (Rubinstein – Arden, poudres de guerre, 2015. május 14.) Írtaː Youki Vattier, Marie Halopeau és Caroline Coldefy, rendezteː Marie Halopeau

Helena Rubinstein és Elizabeth Arden, a kozmetikai ipar két legnagyobb üzletasszonyának kiélezett versenye. Küűzdelmük története.
- 18. Méliès és Lumière (Méliès et Lumière)

Georges Méliès és a Lumière fivérek történetéről szóló epizód nem készült el.
3. Évad (2016)
- 1. Párizs és a tartományok – versengés az elsőségért (Paris – Province, Une Rivalité capitale, 2016. január 28.) Írta és rendezte: Christophe Duchiron

Párizs és a vidék, a tartományok népe évszázadok óta versengenek. XIV. Lajostól de Gaulle tábornokig, a Nagy Francia Forradalomtól 1968 májusáig. Központosítás vagy decentralizáció, ez áll az évszázados küzdelem középpontjában.
- 2. Chaplin és Keaton – A milliárdos csavargó és a lezuhant kötéltáncos[9] (Chaplin – Keaton, Le Clochard milliardaire et le funambule déchu, 2016. február 4.) Írta és rendezteː Simon Backès

A Charlie Chaplin és Buster Keaton az 1910-as évektől nevettették meg Amerikát. De életútjuk és stílusuk nagyon is különbözött egymástól.
- 3. A Beatles és a Rolling Stones – nem csak a Rock'n'Roll[10] (The Beatles – The Rolling Stones, It's not only Rock'n' Roll, 2016. február 11.) Rendezte: Michaël Prazan és Christiane Ratiney

A Beatles és a Rolling Stones az 1960-as évek legnagyobb sztárjai voltak.
- 4. Che Guevara és Fidel Castro – csalóka hasonlóság[11] (Che Guevara – Fidel Castro, Faux semblables, 2016. február 18.) Írta és rendezteː Anne-Charlotte Gourraud

Fidel Castro és Che Guevara a kezdetektől együtt harcoltak a kubai forradalom győzelméért. Győzelmük után azonban egyre inkább eltávolodtak egymástól.
- 5. A 2CV és a 4L – a kisautók háborúja (2CV – 4L, La Guerre des petites voitures, 2016. február 25.) Írta és rendezteː Thierry Czajko

A Citroën 2CV és a Renault 4L versengése a francia kisautók piacán.
- 6. Howard Carter és Pierre Lacau – a Tutanhamon-ügy (Howard Carter – Pierre Lacau, L'Affaire Toutankhamon, 2016. március 3.) Írtaː Sylvie Deleule és Richard Lebeau, rendezteː Sylvie Deleule

Howard Carter brit amatőr régész és Pierre Lacau francia egyiptológus erőfeszítéseinek története Tutanhamon fáraó sírjának megtalálására.
- 7. Aubry és Royal – a rózsák háborúja (Aubry – Royal, La Guerre des Roses, 2016. március 10.) Rendezte: Maud Guillaumin

Martine Aubry és Ségolène Royal francia szocialista politikusok közötti vetélkedés 2008-ban a Szocialista Párt elnöki posztjáért való küzdelmükben csúcsosodott ki.
- 8. Fitzgerald és Hemingway – a méret kérdése (Fitzgerald – Hemingway, Une Question de taille, 2016. március 17.) Írta és rendezteː Claude Ventura

F. Scott Fitzgerald és Ernest Hemingway az elveszett nemzedék két meghatározó írója még Párizsban barátkozott össze.
- 9. Az Airbus és a Boeing – ????[12] (Airbus – Boeing, L'Étoffe des ego, 2016. március 24.) Írtaː Patrick Barberis és Franck Bouaziz, rendezteː Patrick Barberis

Az amerikai Boeing már szinte teljesen meghatározó volt a repülőgép piacon, amikor az Airbus megjelent a piacon. Versengésük története kétségtelenül a 20. század egyik legnagyobb emberi és technológiai kalandja. Napjaink nyugati világa, ahol a főszereplők minden lehetséges trükköt és blöfföt bevetnek céljaik elérése érdekében. De ez egyben a hatalom és befolyás története is, amelyet a geopolitikai ambíciók és küzdelmek vezérelnek, ahol az ügyletek és szerződések meghatározzák az országot.
- 10. De Lattre és Leclerc – Az Ügyes és a Merész (De Lattre – Leclerc, L'Habile et l'Audacieux, 2016. március 31.) Rendezte: Thomas Bravo-Maza és Stéphane Viard

A két tehetséges francia tábornok, Jean de Lattre de Tassigny és Philippe Leclerc de Hauteclocque rivalizálása a második világháború idején.
- 11. Bernstein és Karajan – harc a vezetésért (Bernstein – Karajan, le combat des chefs, 2016. április 7.) Rendezte: Emmanuelle Franc

Leonard Bernstein és Herbert von Karajan volt a XX. század két lenyűgöző tehetségű karmestere. Életútjuk mutat némi párhuzamosságot is, de inkább személyiségük és pályafutásuk különbözősége a leginkább szembetűnő.
- 12. KGB és CIA – test test ellen (KGB – CIA, au corps à corps, 2016. április 14.) Rendezte: David Muntaner

A szovjet és az amerikai hírszerzés hidegháborús szembenállásának, versengéseinek és összetűzéseinek története.
- 13. II. Erzsébet és Lady Diana – királyi párbaj[13] (Elisabeth II – Lady Diana, duel royal, 2016. április 21.) Írta és rendezteː Caroline Benarrosh

II. Erzsébet királynő és menye, Diána hercegnő közötti egyre inkább kiélesedő konfliktus története.
- 14. Ferry és Clemenceau – a nyugalom és a vihar (Ferry – Clemenceau, le calme et la tempête, 2016. április 28.) Írta és rendezteː Joël Calmettes

Jules Ferry és Georges Clemenceau sok szempontból hasonló felfogású politikus volt. Mindketten hazafiak, republikánusok, és ateisták, a kor fogalmai szerint baloldaliak voltak. Eredetileg mindketten jogi egyetemet végeztek és újságírók voltak. 1870 és 1893 között mégis számtalan alkalommal kerültek szembe egymással. Ferry a gyarmatosítás elkötelezett híve, Clemenceau az ellenzője volt.
- 15. Truffaut és Godard – egy szakítás forgatókönyve (Truffaut – Godard, scénario d'une rupture, 2016. május 12.) Írtaː Claire Duguet, Arnaud Guigue, rendezteː Claire Duguet

François Truffaut és Jean-Luc Godard filmrendező a XX. század filmművészetének, a francia új hullám két kiemelkedő egyénisége. Truffaut Godard mellett dolgozott pályája elején. De később némileg eltávolodott művészi felfogásuk egymásétól.
- 16.[14] Connors és McEnroe – egy magasröptű párbaj (Connors – McEnroe, duel de hautes volées, 2016. május 19.) Írta és rendezteː Bérengère Bonte

Jimmy Connors és John McEnroe világklasszis teniszezők a nyolcvanas évek elején kerültek szembe egymással Wimbledonban.

## Érdekességek
- Egyes részek címszereplőinek történetét már pár évvel korábban is feldolgozták. Például az Adidas és Puma cégek testvérpár tulajdonosainak érdekes és meglepő fordulatokkal tarkított küzdelmét 2007-ben, vagy Bill Gates és Steve Jobbs történetét.

## Hasonló
- Lauda és Hunt – Egy legendás párbaj (Hunt vs Lauda: F1's Greatest Racing Rivals, angol dokumentumfilm, 2013, rendezte: Matthew Whiteman)
- Hollywoodi riválisok (Hollywood Rivals, 22 részes amerikai ismeretterjesztő tévéfilmsorozat, 2001)
- Riválisok (Rivals, angol dokumentumfilm sorozat, 2004, rendezte: Alex Dunlop)
- Szemtől szemben (Face to Face, francia ismeretterjesztő tévéfilmsorozat, 2014)
- Zsenik és riválisok (American Genius, amerikai dokumentumfilm sorozat, 2015)
- A világ legnagyobb ellenfelei (World's Greatest Head-to-Heads, angol ismeretterjesztő tévéfilmsorozat, 2017, rendezte: Kelly Cates) A sorozat az elmúlt évtizedek legjobb futball játékosait hasonlítja össze a jelenkor legjobbjaival.